# Фридланд, Александр Леонидович
 Алекса́ндр (А́лекс) Леонидович Фри́дланд  (англ. Alex Freedland; род. 18 декабря 1967, Москва, РСФСР, СССР) — российско-американский технологический предприниматель, инвестор, соучредитель и член совета директоров компании Mirantis Inc (Мирантис). Сооснователь и в 2015—2017 годах член совета директоров OpenStack Foundation, сооснователь компании Ventra (Вентра) в России, один из основателей Института проектирования Приборов и Систем при НИУ МИЭТ.

### Биография
Александр Фридланд родился 18 декабря 1967 года в Москве. По окончании средней школы в 1984 году поступил в РГУ нефти и газа им. И. М. Губкина на специальность «Прикладная математика», где учился до 1987 года, пока вместе с семьей не эмигрировал в США. Продолжил образование (1988—1992) в Университете Санта-Клары в области компьютерной инженерии и получил диплом магистра по специальности «Искусственный интеллект».

### Предпринимательство
В 1998 году Алекс Фридланд совместно с партнерами основал софтверную компанию RSI Group, которая впоследствии была продана (за исключением московского офиса с 20 инженерами в штате) английской компании London Bridge Software (затем влилась в NYCE:FICO). В 1999 году на базе центра разработок в Москве совместно с Борисом Ренски учредил компанию Mirantis, которая на протяжении нескольких лет выполняла проекты для заказчиков из Кремниевой долины. В 2002 году выступил одним из инициаторов по основанию компании Вентра, которая изначально занималась подбором специалистов в области ИТ для Мирантис, с 2016 г. — поставщик услуг аутсорсинга бизнес-процессов в России. После экономического кризиса 2008 года Фридланд переместил фокус внимания на облачные вычисления и, координируя работу собственной команды разработчиков, начал зарабатывать на консалтинге и создании частных облаков на базе платформы OpenStack. Первыми крупными клиентами стали PayРal, DELL и АТ&Т.

### Инвестиции
Впервые инвестиции поступили в 2012 году от группы компаний, в том числе Intel Capital, Red Hat, Ericsson. Александр Фридланд направил средства на расширение команды разработчиков в России и развитие собственного проекта по созданию открытой операционной системы для управления облачной инфраструктурой на базе OpenStack. Уже в 2013 году Мирантис заняла 3-е место по объему кодов, добавленному в OpenStack, составив конкуренцию RedHat и Hewlett-Packard. В 2014 году Фонд Insight Venture Partners инвестировал в проект $100 млн, а через 10 месяцев удалось привлечь еще $100 млн, в том числе от Intel Capital. Грамотное управление инвестициями позволило компании Мирантис привлечь клиентов по всему миру из списка Fortune 500.

### Признание
Александр Фридланд включен в рейтинги наиболее влиятельных персон на рынке облачных технологий и в списки предпринимателей-инноваторов, оказывающих влияние на глобальную экономику. В 2014 году новостной портал Business Insider включил его в рейтинг людей, оказавших наибольшее влияние на облачные технологии "The 39 Most Important People In Cloud Computing". В 2015 году он вошел в Топ-100 Builders and Innovators по версии Goldman Sachs Computing. В 2018 г аналитическим центром «Эксперт» компания Мирантис была включена в Топ-10 стартапов с русскорожденными основателями по объему привлеченных инвестиций.